# Gene Conners
Pour les articles homonymes, voir Connors.

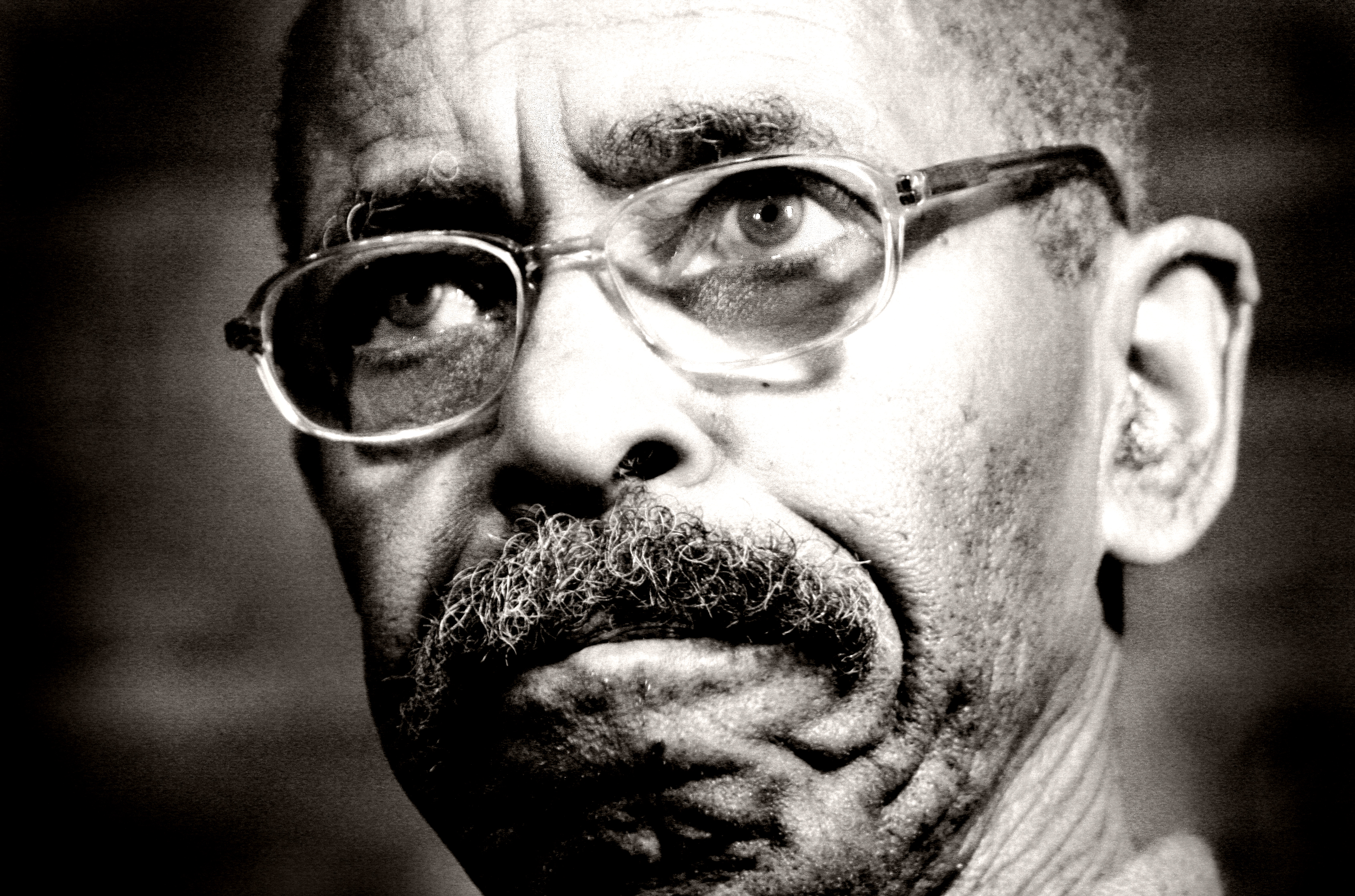
Gene « Mighty Flea » Conners lors d'un concert au bar Charivari à Wattenscheid, en Allemagne, en 2008.

Gene Conners ou Connors, né le 28 décembre 1930 à Birmingham (Alabama) aux États-Unis et mort le 10 juin 2010 en Arizona, est un tromboniste et chanteur de jazz américain.

## Biographie
L'orthographe d'origine de son nom de naissance était en fait « Conner ». Il a grandi dans la ville de La Nouvelle-Orléans, et a peut-être joué avec Papa Celestin quand il avait onze ans. En étant un adolescent, il a joué aux funérailles de jazz et avec des groupes de territoire (en) (territory bands), et a servi dans la marine pendant la guerre de Corée. Après cela, il a joué avec Johnny Otis ; son surnom, « Mighty Flea », lui a été donné par Bardu Ali alors qu'il était dans le groupe de Otis.
Conners a joué avec son propre ensemble musical à Long Beach, en Californie, dans les années 1950, et a par la suite joué avec Ray Charles et Dinah Washington. En 1969, il est retourné au travail avec Johnny Otis, jouant avec lui au festival de jazz de Monterey et apparaissant dans le film Un frisson dans la nuit en 1971. Il a continué le tour du monde avec Otis en 1974 ; de façon concomitante, il a joué en Europe en 1973 avec Illinois Jacquet et Jo Jones. En 1975, il est apparu au festival de jazz de Montreux en Suisse.
Il s'installe ensuite en Europe, vivant en France, au Danemark, et en Allemagne, en jouant dans des ensembles musicaux de swing, jazz Dixieland et de blues. Il a collaboré avec l'ensemble catalan La Locomotora Negra en 1983. Période où, aussi, il a enregistré en Allemagne deux albums de rhythm and blues avec le guitariste et compositeur anglais John C. Marshall.
Durant les années 1990 et au début des années 2000 il a de nouveau joué avec son propre ensemble, basé en Allemagne, qui a visité le nord, l'ouest et le sud de l'Europe. En 2008, il a été intronisé au Temple de la renommée de jazz d'Alabama (en). Gene Conners est décédé le 10 juin 2010.

## Discographie

### Albums studio
- 1973 : Let The Good Times Roll (Big Bear Records)
- 1976 : Coming Home
- 1981 : Sanctified
- 1984 : Gene Mighty Flea Conners Sings and Plays R&B
- 1995 : Jumping the Blues